# المثنى بن الصباح
المثنى بن الصباح اليماني الأبناوي، أحد رواة الحديث النبوي. من أبناء فارس، نزل بمكة.

## روايته للحديث النبوي
- روى عن: إبراهيم بن ميسرة، وطاووس بن كيسان، وابن أبي مليكة، وعروة بْن عامر، وعطاء بن أبي رباح، وعطاء الخراساني، وعمرو بن دينار، وعَمْرو بْن شعيب، والقاسم بن أَبي بزة، ومجاهد بن جبر، والمحرر بْن أَبي هُرَيْرة، ومسافع الحجبي، وأبي خلف صاحب جابر.
- روى عنه: إسماعيل بن عياش، وأيوب بْن سويد الرملي، وحكام بن سلم الرازي، وخارجة بْن مصعب، وخالد بن عبد الله الواسطي، وخالد بن يزيد المِصْرِي، وزهير بْن مُحَمَّد التميمي، وزياد بْن الربيع اليحمدي، وسَعِيد بْن سالم القداح، وسفيان الثوري، وسليم بْن مسلم المكي، وعباد بْن صهيب، وعَبْد الله بْن رجاء المكي، وعبد الله بن المبارك، وعبد الرزاق بن همام، وعَبْد المجيد بْن عَبْد الْعَزِيزِ بْن أَبي رواد، وعبد الوهاب الثقفي، وعثمان بْن عَمْرو بْن ساج، وعلي بْن عياش الحمصي، وعيسى بْن يُونُسَ، والفضل بن موسى السيناني، وفطر بن خليفة، ومحمد بْن سلمة الحراني، ومحمد بْن عَبْد الرحمن الحجبي، ومحمد بْن عيسى بْن القاسم بْن سميع، ومسلمة بن علي الخشني، والمفضل بن فضالة، وهقل بن زياد، وهمام بْن يحيى، والوليد بن مسلم، ويحيى بْن

أيوب المِصْرِي، ويحيى بْن حمزة الحضرمي، ويعقوب بْن يوسف المكي.
- الجرح والتعديل: قال أحمد بن حنبل: «لا يسوى حديثه شيئا، مضطرب الحديث»، وقال أبو زرعة الرازي: «لين الحديث»، وقال النسائي: «ليس بثقة»، وقال الترمذي: «يضعف في الحديث»، وقال ابن عدي: «لَهُ حديث صالح عَنْ عَمْرو بْن شعيب، وقد ضعفه الأئمة المتقدمون، والضعف على حديثه بين»، وقال الدارقطني: «ضعيف»، روى له أبو داود والترمذي وابن ماجة.[1] وذكر سبط ابن العجمي أنه تُرك لاختلاطه.[2]